# Bad Love (album)
Pour les articles homonymes, voir Bad Love.
Albums de Randy Newman
Guilty: 30 Years of Randy Newman
(1998) The Best of Randy Newman
(2001)
Bad Love  (1999) est le 9e album studio de l'auteur-compositeur-interprète américain de rock Randy Newman.

## Titres de l'album
1. My Country - 5.40
2. Shame - 4.54
3. I'm Dead (But I Don't Know It) - 3.25
4. Every Time It Rains - 3.33
5. The Great Nations Of Europe - 3.26
6. The One You Love - 3.39
7. The World Isn't Fair - 2.44
8. Big Hat, No Cattle - 4.24
9. Better Off Dead - 4.03
10. I Miss You - 3.55
11. Going Home - 2.06
12. I Want Everyone To Like Me - 2.59

Toutes les compositions sont de Randy Newman.

## Musiciens
- Randy Newman - piano, chant
- Pete Thomas - batterie
- Steve Donnelly - guitare
- Gregory Cohen - guitare basse
- Mitchell Froom - claviers
- Gregory Leisz - (pedal steel) guitare